# Giuseppe Prepositi
Giuseppe Prepositi (Atri, ... – Atri, 1790 circa) è stato un pittore italiano.

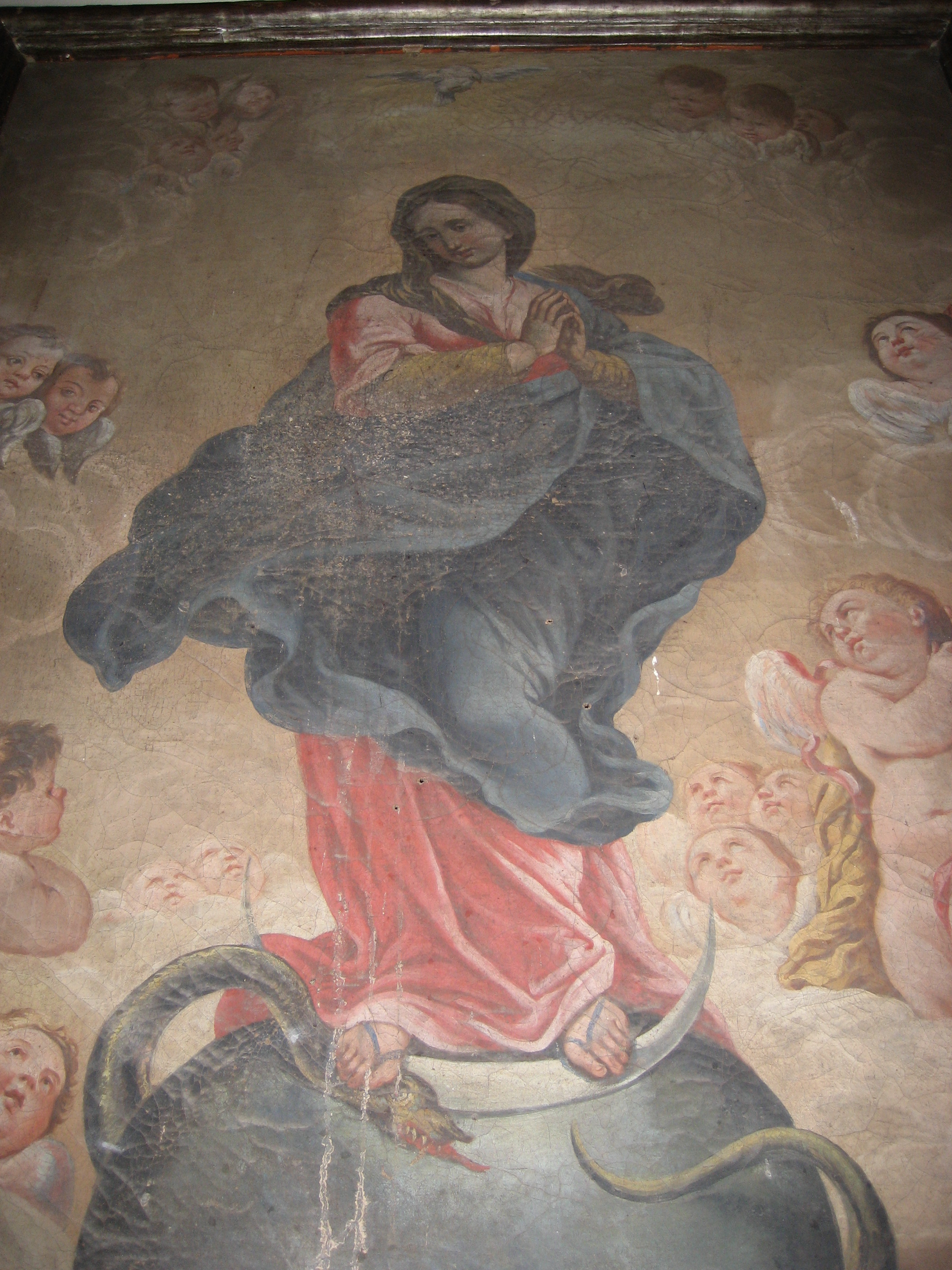
Immacolata Concezione (1790 ca.), nella sacrestia del Duomo di Atri.

Fu molto attivo ad Atri e nel suo territorio nella seconda metà del XVIII secolo; il suo stile è tipicamente tardo barocco, con accenti classicheggianti nelle ultime opere.

## Vita e attività artistica
Di Giuseppe Prepositi abbiamo poche notizie che ci permettano di ricostruire la sua vita. Gli unici materiali disponibili sono le tele da lui realizzate, quasi sempre datate e firmate. 
Lo storico atriano Nicola Sorricchio, suo contemporaneo, dice che fu allievo di Francesco Solimena, del quale sarebbe stato l'allievo prediletto. Più probabilmente, il Prepositi non andò mai a Napoli, ma frequentò in patria la bottega di Serafino Tamburelli.
In effetti sono copia perfetta delle tele del Tamburelli per la chiesa atriana di San Giovanni Battista le due prime opere del Prepositi, l'Annunciazione e l'Adorazione dei Pastori per la chiesa di Santa Lucia a Cermignano, datate 1759.
Stando a questa data, la nascita del pittore può essere collocata tra il 1730 e il 1740.

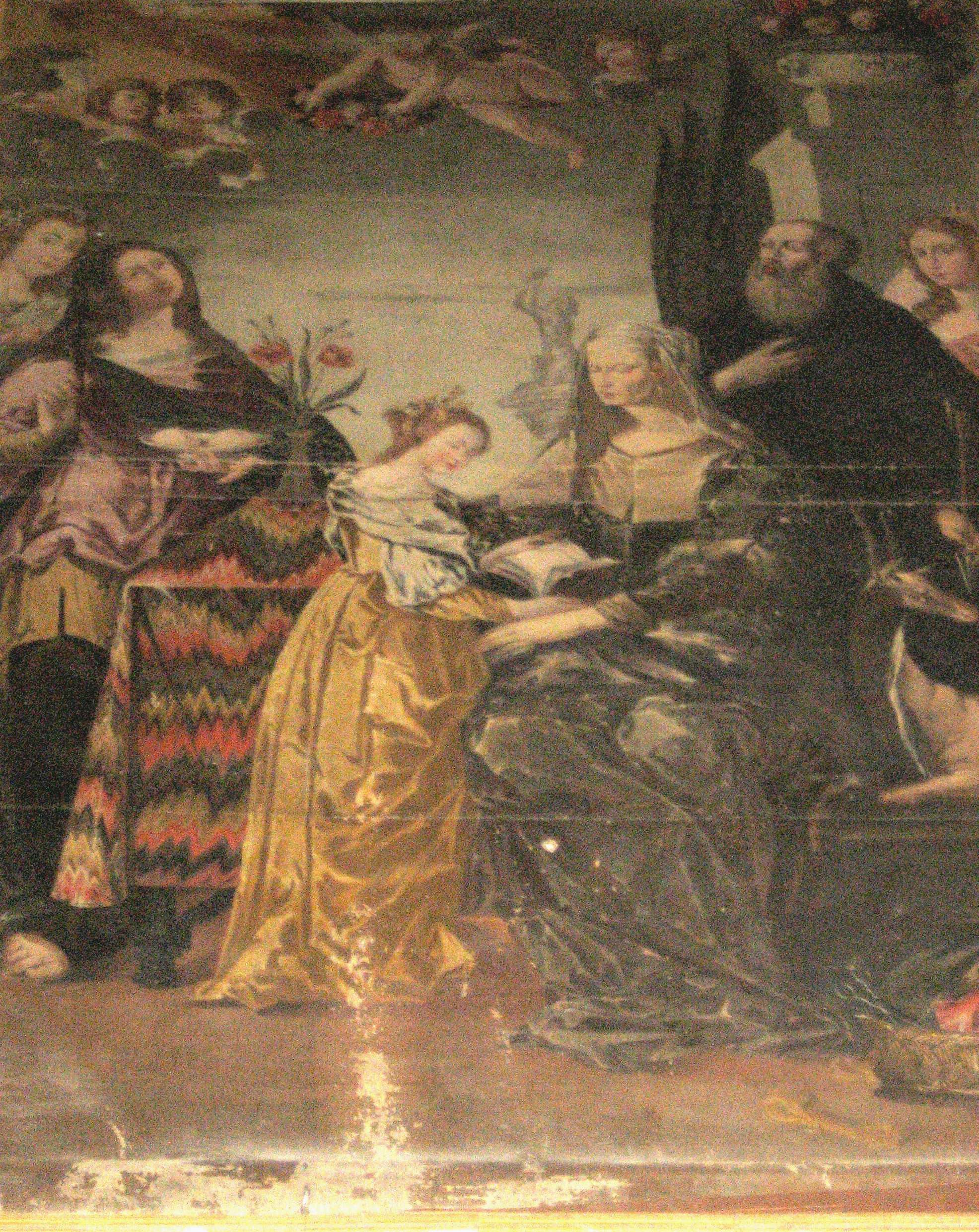
Educazione della Vergine e santi, 1760 ca.; Atri, chiesa della Trinità.

A questo periodo giovanile possono essere assegnate anche le due tele presenti ad Atri, di medie dimensioni (genericamente assegnate alla scuola napoletana), raffiguranti Santa Chiara (nel monastero delle Clarisse), Santa Rita nel Museo Capitolare e l'Educazione della Vergine e santi nella chiesa della Trinità.
Nel 1769 Bartolomeo De Bernardino gli commissiona la tela della Madonna del Rosario per la chiesa di San Pietro ad Appignano e, l'anno dopo, lo stesso lo incarica di dipingere l'Esaltazione della Croce e, per il presbiterio, la Consegna delle chiavi a San Pietro.
In questo periodo riceve commissioni anche dalla natia Atri, città che non lasciò mai e dove tenne bottega (la tradizione indica in Vico Prepositi il luogo in cui si trovavano casa e bottega dell'artista). In patria fu il pittore preferito delle monache Agostiniane, che infatti nel 1771 gli commissionano ben tre opere per la loro chiesa: il San Donato e la Santa Rita per la sagrestia e la Madonna con Bambino e i santi Agostino e Rita per la parete di destra del presbiterio .
Negli stessi anni produce varie tele per la chiesa gesuita di Sant'Andrea (di cui rimane solo il Sant'Ignazio in adorazione del Crocifisso, nel Museo Capitolare), mentre nel decennio compreso tra il 1770 e il 1780 si cimentò anche nel ritratto (suoi devono essere i ritratti postumi del cardinale Troiano Acquaviva e del vescovo Antonio Probi).
Nel 1780 riceve l'incarico di completare le tele per il presbiterio della chiesa di Sant'Antonio (oggi distrutta), rimaste incompiute dopo la morte del precedente pittore, di cui non si fa nome (potrebbe essere Serafino Tamburelli). Di quella che doveva essere una grande opera non rimane niente, ma forse potrebbe essere un frammento il piccolo San Michele nella chiesa della Trinità. Intorno a questa data dipinge anche il San Gaetano in adorazione della Vergine, nella chiesa di San Francesco.
Gli ultimi anni di vita furono molto prolifici: nel 1787 dipinge l'Adorazione dei Magi per la chiesa di Santa Lucia a Cermignano (che in pratica oggi è il luogo che conserva più opere del pittore), e l'anno dopo per lo stesso edificio realizza la Visitazione, un Santo vescovo e la Gloria di un santo, probabile commissione dei marchesi De Sterlich. Nel 1789 realizza il suo capolavoro, la Pala dei Domenicani, che occupa tutta la parete di fondo della chiesa di San Giovanni di Atri, che raffigura la Vergine che consegna il Rosario a un folto gruppo di santi domenicani, oltre alla presenza di San Giovanni Battista e Santa Reparata, protettrice della città.

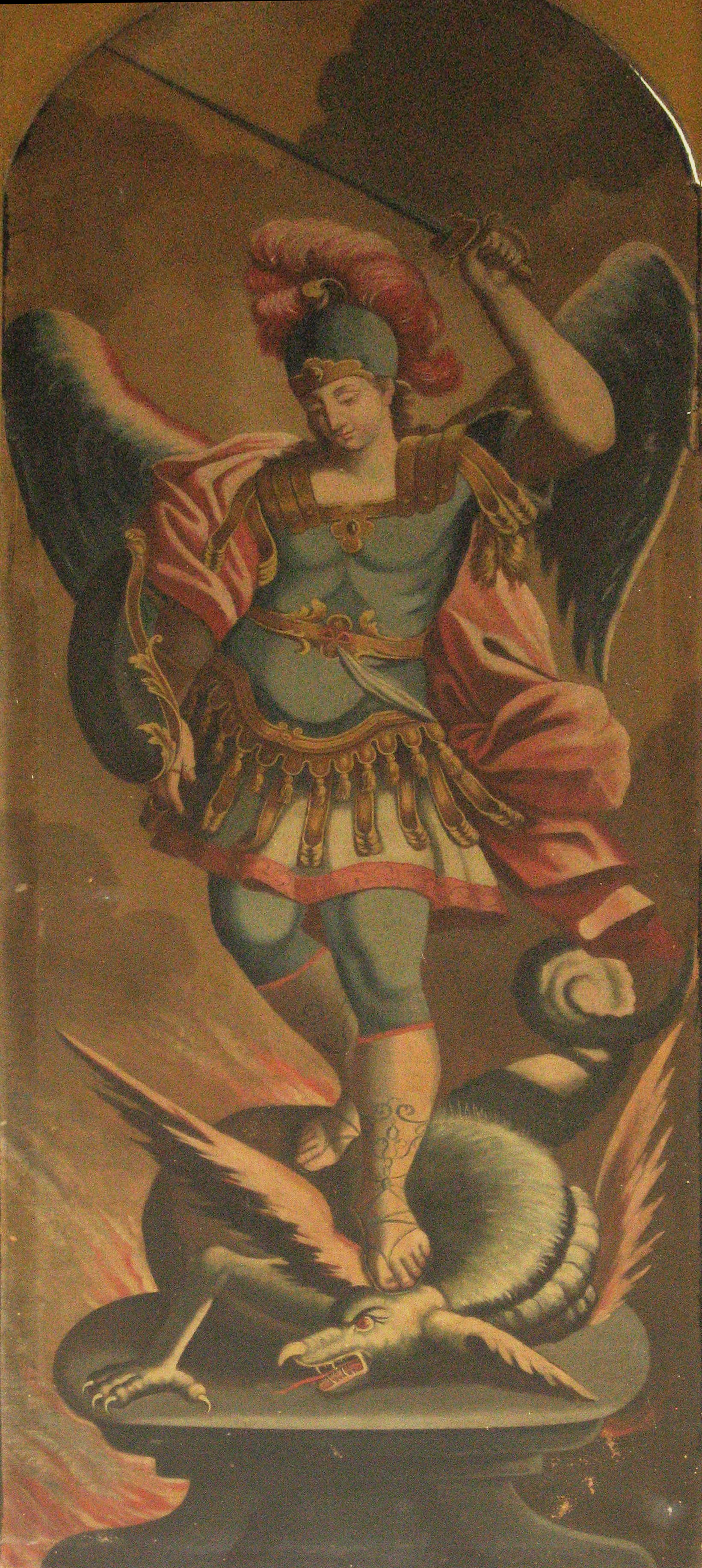
San Michele, 1780 ca.; Atri, chiesa della Trinità.

L'ultima opera, né firmata né datata (ma forse del 1790 circa), è l'Immacolata nella sagrestia del Duomo.

## Opere
- Annunciazione, olio su tela, 1759; Cermignano, chiesa di Santa Lucia.
- Adorazione dei Pastori, olio su tela, 1759; Cermignano, chiesa di Santa Lucia.
- Santa Chiara, olio su tela, 1760 ca. (attribuzione incerta); Atri, monastero delle Clarisse.
- Educazione della Vergine e santi, olio su tela, 1760 ca. (attribuzione incerta); Atri, chiesa della Trinità.
- Santa Rita, olio su tela, 1760-1770 (attribuzione incerta); Atri, Museo Capitolare.
- Madonna del Rosario, olio su tela, 1769; Appignano, chiesa di San Pietro.
- Esaltazione della Croce, olio su tela, 1770; Appignano, chiesa di San Pietro.
- Consegna delle chiavi a San Pietro, olio su tela, 1770; Appignano, chiesa di San Pietro.
- San Donato, olio su tela, 1771; Atri, chiesa di Santo Spirito, sagrestia.
- Santa Rita, olio su tela, 1771; Atri, chiesa di Santo Spirito, sagrestia.
- Madonna con Bambino e i santi Agostino e Rita, olio su tela, 1771; Atri, chiesa di Santo Spirito.
- Sant'Ignazio in adorazione del Crocifisso, olio su tela, 1775 ca.; Atri, Museo Capitolare.
- Ritratto di Troiano Acquaviva, olio su tela, 1770-1780; Atri, Museo Capitolare.
- Ritratto di Antonio Probi, olio su tela, 1770-1780; Atri, Museo Capitolare.
- San Michele, olio su tela, 1780 ca.; Atri, chiesa della Trinità.
- San Gaetano in adorazione della Vergine, olio su tela, 1780 ca.; Atri, chiesa di San Francesco.
- Adorazione dei Magi, olio su tela, 1787; Cermignano, chiesa di Santa Lucia.
- Visitazione, olio su tela, 1788; Cermignano, chiesa di Santa Lucia.
- Santo vescovo, olio su tela, 1788; Cermignano, chiesa di Santa Lucia.
- Gloria di un santo, olio su tela, 1788; Cermignano, chiesa di Santa Lucia.
- Madonna del Rosario tra santi domenicani e i santi Giovanni Battista e Reparata (Pala dei Domenicani), olio su tela, 1789; Atri, chiesa di San Giovanni Battista.
- Immacolata Concezione, olio su tela, 1790 ca.; Atri, Duomo di Santa Maria Assunta, sagrestia.